# Rede de abastecimento de água

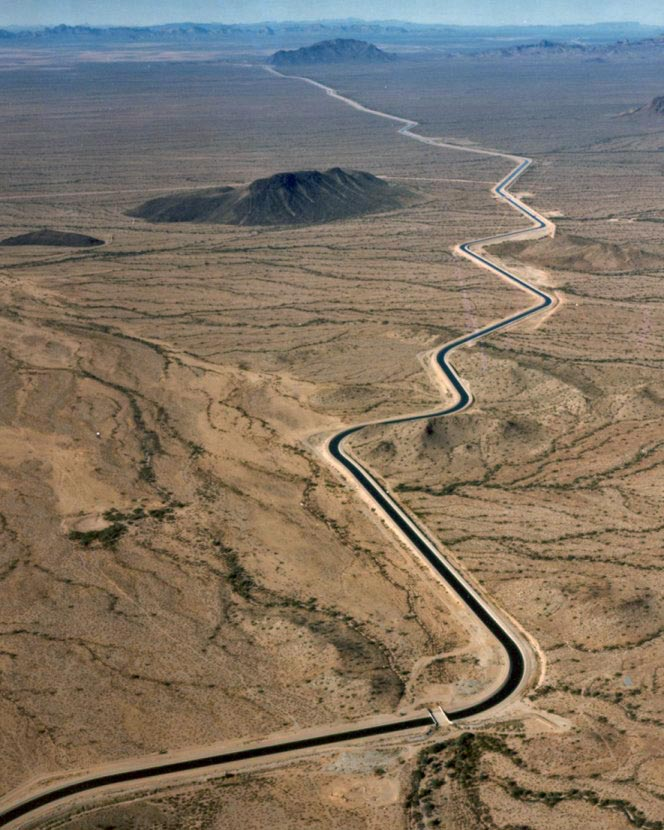
O Central Arizona Project Aqueduct.

Uma rede de abastecimento de água é um sistema projetado com componentes hidrológicos e hidráulicos incluindo:
1. a bacia ou área geográfica para coleta de água;
2. um reservatório de água não tratada (acima ou debaixo da terra) tais como um lago, um rio ou lençol freático de um aquífero subterrâneo;
3. um meio de transportar a água da fonte para o tratamento, tal como canalização subterrânea, aquedutos e/ou túneis, geralmente denominada de adutora;
4. purificação de água;
5. transmissão do tratamento, por canos para armazenamento de água tratada e
6. distribuição através de canos do reservatório até o consumidor (casas, indústrias, etc)

O produto entregue ao consumidor é a água potável.

## Topologia
Como linhas de energia elétrica, estradas e redes de rádio de microondas, os sistemas de água podem ter uma topologia de rede loop ou ramificação, ou uma combinação de ambos. As redes de tubulação são circulares ou retangulares. Se uma seção de distribuição de água principal falhar ou precisar de reparo, essa seção pode ser isolada sem interromper todos os usuários na rede.
A maioria dos sistemas é dividida em zonas. Os fatores que determinam a extensão ou o tamanho de uma zona podem incluir sistemas hidráulicos, telemetria, história e densidade populacional. Às vezes, os sistemas são projetados para uma área específica, em seguida, são modificados para acomodar o desenvolvimento. O terreno afeta a hidráulica e algumas formas de telemetria. Embora cada zona possa funcionar como um sistema autônomo, normalmente há algum arranjo para interligar zonas para gerenciar falhas de equipamentos ou falhas no sistema.

## Tratamento da água
Virtualmente todos os grandes sistemas precisam tratar a água; um fato que é regulado globalmente, pelos Estado e agências federais, como o Organização Mundial de Saúde (OMS) ou o Agência de Proteção Ambiental dos Estados Unidos. A purificação de água normalmente acontece próximo ao ponto finais de entrega a fim de reduzir custos de bombeando e as chances de contaminação da água após o tratamento.
Tratamento superficial da água geralmente consiste tradicional de três passos: clarificação, filtração e desinfecção. Clarificação refere-se à separação de partículas (sujeira, matéria orgânica, etc.) da água. Adição química (i.e. alume, cloreto férrico) desestabiliza as partículas carregadas e os prepara para clarificação por decantação ou flotação. Filtros de areia, antracite ou de carbono ativado refinam a água, removendo partículas menores. Embora existam outros métodos de desinfecção, o método preferido é o de adição de cloro. O cloro mata bactérias efetivamente e a maioria dos vírus e mantém uma proteção residual na água no decorrer da rede de abastecimento.
Uma vez tratada, cloro é acrescentado à água e que é então distribuída pela rede de abastecimento local. Hoje, são construídos sistemas de abastecimento de água tipicamente de tubos circulares de plástico, ferro ou de concreto.